# Хутір Бентковської
Хутір Бентковської (рос. Хутор Бентковской) — колишній хутір у Коростишівській волості Радомисльського повіту Київської губернії.

## Населення
У 1900 році на фермі налічувався 1 двір та 2 мешканці, з них 1 чоловік та 1 жінка.

## Історія
В 1900 році — власницька ферма в Коростишівській волості Радомисльського повіту Київської губернії. Відстань до повітового центру, м. Радомисль, складала 18 верст, до волосної управи в міст. Коростишів, де знаходилась також найближча телеграфна та казенна і земська поштові станції — 10 верст, до найближчої залізничої станції, в Житомирі, 30 верст, до пароплавної станції в Києві — 100 верст.
Мешканці займалися рільництвом, застосувалася трипільна сівозміна. Землі, в кількости 708 десятин, належали Олені Михайлівні Бентковській; господарював орендатор Зеслав Алоїзович Билина.
Станом на 1924 рік не перебуває на обліку населених пунктів.